# 21421 Нілвадгва
21421 Нілвадгва (21421 Nealwadhwa) — астероїд головного поясу, відкритий 24 березня 1998 року.
Тіссеранів параметр щодо Юпітера — 3,641.